# Синьощоки
Синьощо́ки —  село в Україні, в Комишнянській селищній громаді Миргородського району Полтавської області. Населення становить 19 осіб. До 2020 року орган місцевого самоврядування — Остапівська сільська рада.

## Географія
Село Синьощоки знаходиться на відстані до 2-х км від сіл Верхня Будаківка, Панченки та Мокрії. По селу протікає пересихаючий струмок з загатою.